# BRCA-mutation
En BRCA-mutation er en mutation i et af BRCA1- og BRCA2-generne, der koder for proteiner der normalt undertrykker cellevækst. Hundredvis af forskellige typer af mutationer i disse gener er blevet identificeret, hvoraf nogle er blevet fastslået at være skadelige, mens andre ikke har nogen bevist effekt.
Skadelige mutationer i disse gener kan forårsage et arveligt syndrom af bryst- og æggestokkræft, men kun 5-10 % af brystkræfttilfældene hos kvinder tilskrives BRCA1- og BRCA2-mutationer. BRCA1-mutationer er lidt mere almindelige end BRCA2-mutationer. Kvinder med en skadelig mutation i enten BRCA1 eller BRCA2 har en risiko for brystkræft, der er omkring fem gange den normale risiko, samt en risiko for æggestokkræft, der er omkring ti til tredive gange normalt. Risikoen for bryst- og æggestokkræft er højere for kvinder med en højrisiko BRCA1-mutation end med en BRCA2-mutation. At have en højrisikomutation betyder dog ikke nødvendigvis, at kvinden vil udvikle kræft.
En oversigt over nedarvede mutationer og sekvensvarianter i BRCA1 og BRCA2 og den vanskelige bestemmelse af sygdomsrisikoen samt strategier for klinisk behandling af kvinder, der bærer mutationer, er beskrevet her.

## BRCA2
BRCA2-genet koder for en tumorsuppressor, også kaldet BRCA2 eller BRCA2-proteinet.